# Württemberg

Huy hiệu của Württembergs.

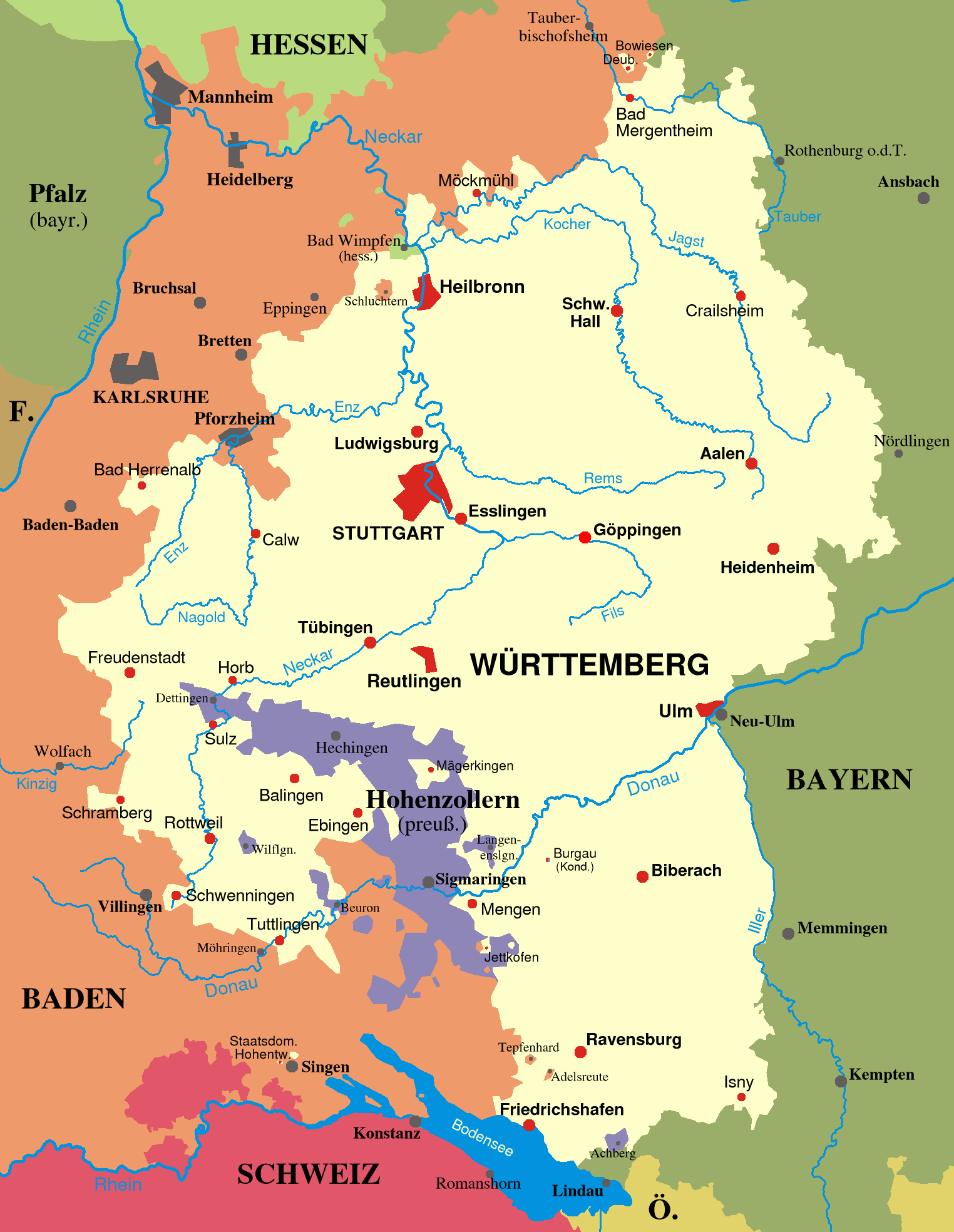
Lãnh thổ Württemberg 1810–1945.

Württemberg (/ˈwɜːrtəmbɜːrɡ, ˈvɜːrt-/ WURT-əm-burg, VURT-; tiếng Đức: [ˈvʏʁtəmbɛʁk] ⓘ) là một lãnh thổ lịch sử của Đức gần như tương ứng với vùng văn hóa và ngôn ngữ Swabia. Thủ phủ của vùng này là thành phố Stuttgart.
Trong dòng thời gian lịch sử, từ thời Trung Cổ, Württemberg đã lần lượt là một bang quốc cấu thành của Đế quốc La Mã Thần thánh, Liên bang sông Rhine, Bang liên Đức và Đế quốc Đức. Lịch sử của Württemberg có thể được tóm tắt trong các giai đoạn sau:
- Bá quốc Württemberg (1083–1495)
- Công quốc Württemberg (1495–1803)
- Tuyển hầu xứ Württemberg (1803–1806)
- Vương quốc Württemberg (1806–1918)
- Bang Nhân dân Tự do Württemberg (1918–1945)

Hình thành từ một phần lãnh thổ của Công quốc Swabia cũ, Württemberg nổi lên vào thế kỷ 11 từ lãnh thổ của nhà Württemberg ở giữa lưu vực sông Neckar. Với địa vị khởi đầu là một bá quốc từ thế kỷ 12, Württemberg có được địa vị một công quốc từ năm 1495, với các thủ phủ tạm thời là Stuttgart và Ludwigsburg. Ngoài khu vực cốt lõi Württemberg, các vùng lãnh địa ở tả ngạn sông Rhein ở Alsace và xung quanh Montbéliard (Württemberg-Mömpelgard) được nhập vào công quốc Württemberg cho đến năm 1793.
Ảnh hưởng của Württemberg liên tục phát triển, trở thành một Tuyển hầu xứ vào năm 1803 và một Vương quốc vào năm 1806. Sau khi Đế chế La Mã Thần thánh giải thể vào năm 1806, Württemberg trở thành một quốc gia có chủ quyền cho đến khi thành lập Đế quốc Đức vào năm 1871. Là một quốc gia thành viên của Đế quốc Đức, tương tự như Vương quốc Bayern, Württemberg được bảo lưu các đặc quyền đối với hệ thống đường sắt và bưu chính. Các đặc quyền này chỉ kết thúc vào ngày 30 tháng 3 năm 1920 do các quy định của Hiến pháp Weimar. Cuộc Cách mạng tháng 11 năm 1918 đã dẫn đến việc lật đổ chế độ quân chủ và tuyên bố thành lập "Bang Nhân dân Tự do Württemberg".
Từ năm 1945 đến năm 1952, Württemberg bị phân chia thành các khu vực chiếm đóng khác nhau, với một bên là bang Württemberg-Hohenzollern, với lãnh thổ Hohenzollern, thủ phủ tại Tübingen (thuộc vùng chiếm đóng của Pháp); và Württemberg-Baden, cùng với phần phía bắc của Baden, thủ phủ tại Stuttgart (trong vùng chiếm đóng của Mỹ). Vào năm 1952, sau khi thành lập Cộng hòa Liên bang Đức, cả hai vùng này đều được sáp nhập để thành bang Baden-Württemberg. Stuttgart, thủ phủ lịch sử của Württemberg, trở thành thủ phủ của bang hiện nay.

## Từ nguyên

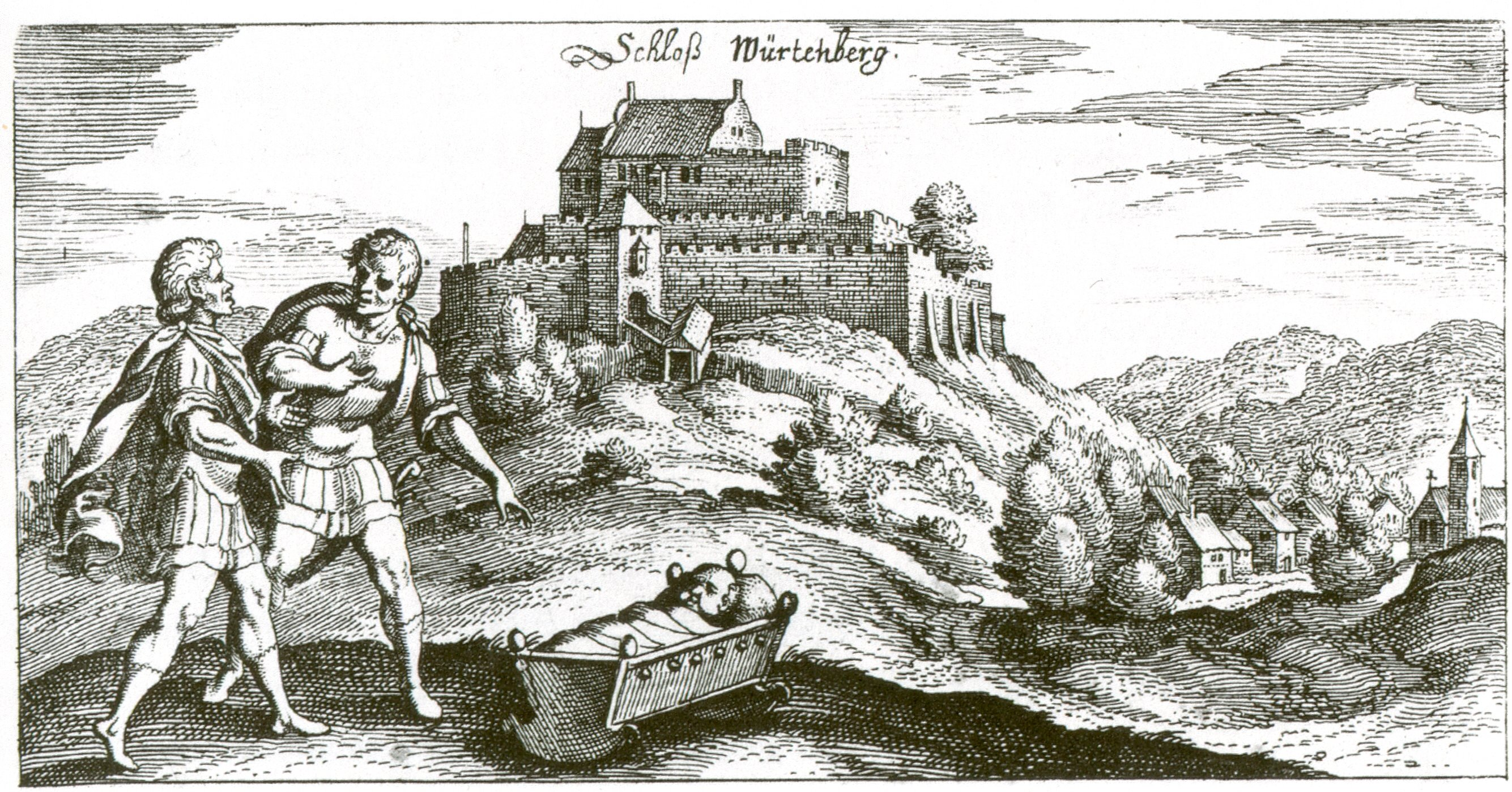
Lâu đài Wirtemberg, nơi phát tích của nhà Württemberg. Tranh khắc của Eberhard Kieser, 1624.

Danh từ Württemberg trước đây còn được ghi chép dưới 2 dạng biến thể là Würtemberg và Wirtemberg. Cái tên "Wirtenberg", bắt nguồn từ ngọn đồi Württemberg ở Stuttgart-Rotenberg (Untertürkheim, Stuttgart). Tên Wirtenberg có lẽ có nguồn gốc từ Celtic. Giống như tên của thành phố Verdun của Pháp, nó có thể bắt nguồn từ tiếng Gaul *Wirodūnon (*wiros 'người đàn ông' và *dūnon 'pháo đài, thành trì; thành lũy; ngọn đồi'), virodūnum được Latinh hóa. Lâu đài của tổ tiên nhà Wirtemberg trước đây từ thế kỷ 11 đã tồn tại trên Württemberg cho đến năm 1819 và một nhà nguyện chôn cất Vương hậu Katharina của Württemberg đã được xây dựng tại vị trí của nó vào năm 1824.
Cho đến giữa thế kỷ 14, chỉ có dạng Wirtenberg được tìm thấy trong các tài liệu. Việc đổi tên thành dạng có 'm' giống như Wirtemberg là do sự đồng hóa của nhóm phụ âm /nb/ thành /mb/. Theo Harald Schukraft, cách đánh vần chữ 'm' bắt nguồn từ mối liên hệ của Württemberg với vùng Mömpelgard nói tiếng Pháp (Montbéliard). Cho đến ngày nay, trong tiếng Pháp, chỉ có chữ 'm' có thể đứng trước chữ 'b'. Cách viết Württemberg đã trở thành tên quốc gia chính thức khi Napoléon I nâng nó thành Vương quốc Württemberg.
Do đặc điểm lịch sử, các thuật ngữ Swabia và Württemberg thường được sử dụng thay thế cho nhau trong thông tục. Tuy nhiên, về mặt địa lý, một phần đáng kể của Württemberg không thuộc về Swabia và một phần lớn của Swabia không thuộc về Württemberg.
Württemberg còn được sử dụng như danh xưng thông tục để chỉ bang Baden-Württemberg của Cộng hòa liên bang Đức ngày nay. Tuy nhiên, về lịch sử và địa lý, Württemberg cùng với Baden và Hohenzollern, hai vùng lãnh thổ lịch sử khác, mới hợp thành bang Baden-Württemberg ngày nay.